# ATB-plus-plus
ATB-plus-plus, afgekort ATB++, is een toevoeging op het Nederlandse treinbeïnvloedingssysteem ATB-EG om treinen automatisch voor een stoptonend sein tot stilstand te kunnen brengen. De aanleiding voor deze toevoeging is het te hoge aantal onterechte STS-passages.
Voor deze toevoeging zijn door de spoorsector diverse technische oplossingsrichting bestudeerd. Een van de ontwerpen kwam van NedTrain. Dit maakt, net als het bestaande ATB-EG-systeem, gebruik van inductieve overdracht van baan naar voertuig. Het verschil is dat de verzending van de toegevoegde signalen niet gebeurt door het coderen van de spoorstroomloop, maar wordt gerealiseerd met behulp van inductielus aan de buitenzijde van de rechter spoorstaaf. De ontvangst aan treinzijde vindt plaats met de rechter ATB-opneemspoel.
De verwerking van de toegevoegde signalen is op drie manieren mogelijk:
- in een apart kastje voor ATB++ dat gekoppeld wordt met het bestaande boordsysteem
- in de bestaande ATB-kast (dit vereist een software-aanpassing; alleen mogelijk bij ATB Fase 4 en nieuwer)
- in het 'ERTMS niveau STM-ATB' (dit vereist een software-aanpassing)

In 2007 is door ProRail besloten om ATB++ niet door NedTrain Consulting (inmiddels Ricardo B.V.) in te laten voeren, maar te kiezen voor invoering door Movares en Alstom. De door Nedtrain Consulting geregistreerde productnaam ATB++ kon niet meer worden gebruikt, op het patent werd een licentie verkregen. Het uiteindelijke, enigszins vereenvoudigde, systeem kreeg de naam: ATB Verbeterde versie.